# Club Polideportivo Cacereño
El Club Polideportivo Cacereño, S. A. D. es un equipo de fútbol español de la ciudad de Cáceres, España. Su primer equipo actualmente disputa la Primera RFEF, siendo la Segunda División de España la máxima categoría en la que ha competido. Fue fundado en 1918, constituyéndose la primera directiva el 18 de abril de 1919. Es considerado el decano del fútbol en Extremaduratras la extinción jurídica del Club Deportivo Badajoz en 2012.
El Cacereño es uno de los clubs más destacados de la Tercera División de España, habiendo disputado 56 temporadas en la categoría, alzándose con el título en 11 ocasiones. Ocupa el cuarto puesto en la clasificación histórica de la Tercera División, siendo uno de los únicos clubes que han superado las 1000 victorias y los 3700 goles en el campeonato.

## Historia
Hacia el año 1910 la ciudad de Cáceres empieza a sumarse al deporte de moda y fruto de ello algunos jóvenes que lo practican ocasionalmente deciden crear un club con el que enfrentarse a los pacenses, provistos ya con varias sociedades. Nace pues en 1911 el Sport Club Cacereño, conjunto al que poco tiempo después y dentro del mismo año le surge un rival, el Athletic Club Cacereño. Ambas entidades carecen de medios y no gozan de apoyo entre sus conciudadanos, desapareciendo casi al unísono tras realizar pocos encuentros.

### Fundación del club
El 11 de junio de 1919 se fundó el Club Deportivo Cacereño con la primera Comisión Organizadora integrada por los señores Lorenzo Alcaraz, presidente, Arturo Matos Cuesta, vicepresidente y Juan Núñez Boaciña. Oficialmente se constituyó la primera directiva en junio de 1919 con el objetivo de convertirse en el principal club de la provincia de Cáceres. Tiene gran rivalidad con UP Plasencia por provincia y CD Badajoz por región y muy buena relación con el Mérida AD.
En 1918 el fútbol ha cuajado en el resto del país y una pléyade de clubs empiezan su trayectoria deportiva. La capital extremeña no quiere permanecer ajena a este fenómeno y ese mismo año se empieza a jugar en el Campo del Rodeo. Varios aficionados acuden a este recinto y prendidos de la plasticidad de tal juego, deciden involucrarse organizándolo. El 16 de enero de 1918 el Club Deportivo Cacereño se constituye como sociedad, legalizándose en noviembre con Arturo Matos en la presidencia mientras se organizan encuentros frente al S.C. Badajoz y otros clubs extremeños.

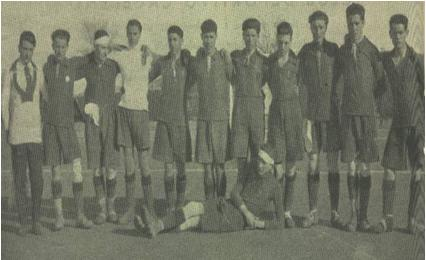
Alineación del Cacereño en 1919.

La sociedad, que viste camisa azulgrana con pantalón azul, comienza a despuntar en 1920 mientras desde el Cuartel de Infantería sito en la ciudad le surge un rival, el Regimiento de Infantería Segovia nº75, quien organiza un equipo formado casi íntegramente por soldados catalanes de reemplazo. Ambos protagonizan apasionantes encuentros entre sí, pasando algunos de ellos a formar parte de la escuadra cacereña, hasta que a finales de 1922 la apatía hace que el cuadro militar desaparezca.
Es entonces cuando surge otra entidad, el nuevo Sport Club Cacereño, contando entre otros a destacados futbolistas catalanes entre sus filas entre los que sobresalen: Díez, Martínez Virel, Morató y Rincón. En 1923 este club es absorbido por el C.D. Cacereño, quien acoge a sus figuras integrándolas en la primera plantilla. El Campo de El Rodeo se queda pequeño y el C.D. Cacereño reforzado tras la fusión se inscribe en 1923 en la Federación Centro ante la falta de una propia, debiendo de participar en Segunda Categoría durante la campaña 23/24. Ante tal necesidad se construye el Campo de Cabeza Rubia, inaugurado el 8 de abril ante la A.D. Ferroviaria de Madrid. Sin embargo, los largos desplazamientos y lo costosos de estos repercuten en la economía del club, lo cual unido a la falta de masa social hace que la entidad comience a tener problemas financieros. El 24 de septiembre de 1924 después de cuatro años de prueba y tras varios campeonatos regionales oficiosos se constituye la Federación Regional Extremeña de Clubs de Fútbol, la cual organiza su primer Campeonato oficial en la temporada 25/26 participando dos clubs de la ciudad: el C.D. Cacereño, quien finaliza quinto y el Arenas Foot-ball Club, una sociedad fundada en 1920 que tiene su sede en el Colegio Provincial de San Francisco y viste camisa blanquiazul, quien lo hace en tercer puesto.

### Primeros problemas financieros
Los problemas financieros a partir de 1926 se hacen más evidentes y el C.D. Cacereño decide no presentarse a competir en el Campeonato Regional de la campaña 26/27, quedando la representación local en manos del Arenas F.C., conjunto el cual además ingresa en su plantilla a distintos jugadores semiprofesionales procedentes del C.D. Cacereño. Esta decisión provoca la pérdida de interés de los aficionados quienes poco a poco acuden en menos cantidad a los encuentros, repitiéndose las circunstancias en la temporada 27/28. Iniciado 1929 el C.D. Cacereño se mantiene entre alfileres jugando algunos encuentros amistosos ocasionales y continuando sin competir federativamente, todo ello en medio de una gran crisis deportiva local que parece no tener visos de solución y que termina por causar su retirada en competiciones oficiales. Tal es la situación que el terreno de juego de Cabeza Rubia acaba siendo roturado creando una falta de instalaciones alarmante que perjudica al resto de clubs existentes, los cuales a falta de un campo en condiciones no compiten entre 1928 y 1930 dentro de las categorías extremeñas.
Este acontecimiento marca un punto de inflexión en el panorama futbolístico cacereño y varias son las voces que reclaman vivamente un espacio para poder ejercitarse y competir, dando resultado las protestas cuando la iniciativa de varios aficionados hace que se habilite un nuevo campo de deportes denominado Espíritu Santo. A consecuencia de ello nacen varias sociedades como el Sporting F.C., el Europa F.C. y el Athletic Cacereño F.C., conjunto este último que viste camisa rojiblanca con pantalón negro y que marca la pauta en la ciudad, estrenándose durante la campaña 30/31 en Segunda Categoría.
En 1930 las cuatro sociedades locales existentes, Sporting F.C., Europa F.C., Arenas F.C. y Athletic Cacereño F.C. comparten el Campo del Espíritu Santo, sumándose en 1931 la Unión Luises F.C., una joven sociedad nacida ese año al abrigo de la Congregación de San Luís Gonzaga. El Athletic Cacereño F.C. sigue compitiendo en la temporada 31/32 en la misma categoría, creándose para la campaña 32/33 la Federación Oeste, una federación que aglutina a clubs extremeños y onubenses a raíz de la expulsión del Club Recreativo de Huelva de la Federación Sur. Este suceso origina que los clubs de la provincia de Cáceres opten por no competir durante las ediciones 32/33 y 33/34 exponiendo como escusa los grandes agravios que les suponen los desplazamientos a tierras onubenses. En la campaña 34/35 con el Athletic Cacereño F.C. como señera cacereña se vuelve a competir a nivel federado, pero ahora instalado en Primera Categoría. En 1935 termina la aventura de la breve Federación Oeste y la Extremeña continua su carrera por separado, pasando los onubenses nuevamente a formar parte de la Federación Sur.
Paralelamente en los años treinta surgen otros clubs como: el S.C. Obrero, la U.D. Cáceres, el Racing Club Cáceres, el Deportivo Militar y el Republicano. En julio de 1936 estalla la Guerra Civil y el Campo de Cabezarrubia es habilitado durante tres años como parque militar de automovilismo.

### Tras la Guerra Civil
Finalizada esta en 1939 y tras muchos años de inactividad se reorganiza el Club Deportivo Cacereño con una selección de los jugadores más distinguidos en activo de los distintos clubs locales y empleando como base el del más notable, Athletic Cacereño F.C., todo ello bajo la premisa de levantar el ánimo a la sufrida afición local y siendo presidido por el presidente de la Diputación Provincial, Óscar Madrigal.
En 1943 consigue jugar por primera vez una competición nacional, la Tercera División de España, con José Murillo Iglesias en la presidencia. En su primera temporada en tercera división logró quedar campeón del grupo sexto. El 2 de octubre de 1949 se inauguró un nuevo campo de juego con el que se abandonó el viejo de Cabezarrubia, el primer partido que se disputó fue un partido liguero contra el Almería CF en el que se impuso el local por 1-0.

### Temporada en Segunda y Bodas de Oro
Tras 2 primeros puestos consecutivos en 1951 y 1952, el club logra su ascenso a Segunda, su máxima categoría hasta la fecha y siendo el primer equipo extremeño en conseguirlo. La primera tarea del presidente, el señor José María Jiménez Acedo, fue comenzar las obras de acondicionamiento y sembrado del campo de la Ciudad Deportiva, con capacidad para 10 000 espectadores. La presentación del equipo y su entrenador, el señor Guijarro, se hizo el 12 de agosto de 1952, realizándose los entrenamientos físicos durante los diez primeros días en la Ciudad Deportiva, pasando posteriormente al antiguo campo de Cabezarrubia para ejercitarse con el balón, ya que continuaban las obras de acondicionamiento. Esa campaña no hubo buenos resultados por lo que la segunda categoría nacional les duró tan solo un solo año.
Al año siguiente el Cacereño pierde la final de la Copa Federación, que entonces disputaban equipos de 1a (eliminados en las primeras rondas de la Copa del Generalísimo), 2a y 3a. Lo hizo por 1-0 frente al Real Valladolid de Primera División en el Stadium Metropolitano de Madrid. El trofeo de dicha final fue perdido por el conjunto pucelano en una mudanza.  
En 1969 se celebraron las Bodas de Oro del club. Para conmemorar la ocasión, se invitó a la Ciudad Deportiva a dos equipos de postín, el Atlético de Madrid y el Real Madrid CF. El 19 de marzo de 1969 se celebró el partido contra el Atlético siendo el resultado final de 3-2 para el cacereño. Días más tarde, el 23 de abril, se celebró el partido contra el Real Madrid resultando con derrota local por 1-3.

### Cambio a la denominación actual
En octubre de 1975, ante la grave situación económica que atravesaba el conjunto de básquet de la ciudad y que amenazaba con hacerle desaparecer, el Club Deportivo Cacereño pasó a hacerse cargo del mismo, con lo que el club decidió cambiar la denominación original para, desde momento, pasar a denominarse Club Polideportivo Cacereño. Años más tarde, a finales de agosto de 1979, el C.P. Cacereño acabaría con su sección de baloncesto. En la temporada 1978/79 en Segunda División B consiguió el récord de abonados de su historia con 4500 abonados.
En la década de los 90 el club logra mantenerse varias temporadas en Segunda B. En la temporada 1997-98 el Cacereño termina primero en la temporada regular del Grupo I, pero acaba último en la fase de ascenso a Segunda División por detrás del Mallorca B (club ascendido), Granada CF y Bilbao Athletic.

### SigloXXI
El 21 de enero de 2003 el Club Polideportivo Cacereño pasó a ser una Sociedad Anónima Deportiva (S.A.D.)
La temporada 2003-04 fue la última del Cacereño en Segunda B. Durante cinco años permaneció en el Grupo 14 de la Tercera División correspondiente a Extremadura. 
En la temporada 2008-09 el Cacereño logró subir a Segunda B tras quedar segundo en el grupo y vencer en las tres eliminatorias del playoff de ascenso siendo la última con la S.D. Tenisca del Archipiélago Canario.
En la temporada 2009/2010 tras un periodo de entre el puesto 11.º y 20.º, entre la salvación y el descenso, en último partido de liga que fue el derbi contra el Cerro de Reyes en Badajoz con un 1-2 in extremis en los minutos finales salvo seguir en la categoría un año más.
En la temporada 2010/2011 tras un comienzo de liga pésimo, al final logra terminar en el puesto 13.º Por último, en la temporada 2011/2012 finalmente queda en el puesto séptimo, dejando escapar en la última jornada la clasificación para la Copa del Rey, en el último tramo liguero llegó a tener opciones de meterse en puestos de play off por el ascenso, aunque acabó jugando la Copa del Rey en la temporada 2012/2013, disputando los dieciseisavos de final contra el Málaga CF perdiendo en el partido de ida 3-4 y ganando en la Rosaleda en el partido de vuelta (0-1) en un sensacional partido.
La temporada 2016/2017, el Club Polideportivo Cacereño se proclama campeón del grupo XIV de Tercera División y consigue clasificarse para los playoffs de ascenso a Segunda División B. Tras ser eliminado por uno de los equipos más viejos de España, la S.D. Beasáin, con un 1-0 en el Loinaz y más tarde tras ganar 2-1 pero no obtener el pase para la fase final.
En la temporada 2020/21, el Cacereño logró el ascenso a Segunda Federación tras quedar primero en su grupo de la fase de ascenso de Tercera División. Al año siguiente, en la temporada 2021/22, el equipo cacereño logró un tercer puesto que le permitió jugar la promoción de ascenso a Primera Federación cayendo en semifinales ante el CD Teruel por 0 goles a 4.
El 3 de enero de 2023 el Club Polideportivo Cacereño jugaría ante el Real Madrid los dieciseisavos de la Copa del Rey en su estadio finalizando el encuentro con el resultado de 0-1 a favor del conjunto merengue. Anteriormente logró vencer en Primera Ronda Eliminatoria al Córdoba de Primera Federación por 3-0 y en Segunda Ronda al Girona que se encontraba en ese momento en Primera División con un resultado de 2-1.
En liga lograría acabar la temporada en cuarta posición clasificándose por segundo año consecutivo para la promoción de ascenso a Primera Federación, en la primera ronda el equipo extremeño se enfrentaría al Valencia Mestalla al que vencería por 0-1 tras empatar en la ida en casa y ganar en la vuelta con un gol de Luis Aguado en el minuto 88. En la final de la fase de ascenso el rival sería el Recreativo de Huelva, la ida jugada en el Príncipe Felipe acabaría en empate a cero y en la vuelta el partido terminaría en empate a uno tras la prórroga subiendo de categoría el equipo onubense tras quedar en mejor posición en la fase regular y dejando al Cacereño sin ascenso.
Tras varios intentos fallidos el Cacereño logró el ascenso a 1ªRFEF vía Playoff el 31 de mayo de 2025. En la promoción eliminó en semifinales al Real Ávila por 2-0 y 2-0 valiéndose de su mejor clasificación tras forzar la prórroga con un agónico gol en el minuto 98 de partido. En la final derrotaría al CD Estepona por 1-0 y 5-2 y lograría regresar tras nueve temporadas al tercer escalón del fútbol nacional, su primera presencia en dicho nivel tras la reestructuración de las categorías. Tras el ascenso el Estadio Príncipe FelipePríncipe Felipe recibe su primera remodelación importante, se cambia el sistema de drenaje y el césped para adecuarlos a la nueva categoría, se numera la sección de Preferencia y se construye una nueva grada tras la portería del Fondo Norte. Esto último para paliar la reducción de aforo que supone colocar asientos en la zona de Preferencia. 

### Denominaciones
- Club Deportivo Cacereño (1918-1974)[1]
- Club Polideportivo Cacereño (1974-2003)[1]
- Club Polideportivo Cacereño S.A.D. (2003-Act.)[1]

## Uniforme
- 1ª Equipación: Camiseta verde con V en color blanco con ribete dorado, pantalón corto verde y medias verdes.

| Local 2025-26 - 2ª Equipación: Negra con finas rayas verticales doradas, pantalón corto negro y medias negras. Visitante 2025-26 |

- 3ª Equipación: A mitades roja y blanca con mangas rojas, pantalón corto blanco y medias rojas, a semejanza de la bandera de la ciudad.

### Evolución del uniforme titular
| 1926 | 1939 | 1948 | 1965 |

| 1974 | 1982 | 1995 | 2010 |

## Estadio
Cronología estadios
- Campo del Rodeo (1918-1923)
- Campo de Cabeza Rubia (1923-1950)
- Campo del Rodeo (1950-1951)
- Ciudad Deportiva (1951-1977)
- Estadio Príncipe Felipe (1977-2013)
- Complejo Deportivo el Cuartillo (2013)
- Estadio Príncipe Felipe (2013-Act.)

En la actualidad el recinto deportivo del club es el Estadio Príncipe Felipe, inaugurado el 26 de marzo de 1977, contando con capacidad para 7.700 espectadores sentados. El estadio cuenta con una tribuna y una preferencia frente a esta, además de una grada tras la portería del Fondo Norte inaugurada en 2025. Sus dimensiones son de 105x73. Su nombre se debe a Felipe VI.
El Estadio Príncipe Felipe ha sido escenario de un partido internacional de la selección nacional española. Fue un partido amistoso entre España y Rumanía, que tuvo lugar el 17 de abril de 1991 y en el que el conjunto rumano se impuso por 0-2.
También han competido equipos destacados a nivel nacional como el Sevilla Fútbol Club en la Copa del Rey 1998-99, el Málaga Club de Fútbol en la Copa del Rey 2012-13, Real Madrid C. F. en la Copa del Rey de fútbol 2022-23 o el Club Atlético de Madrid en la Copa del Rey de fútbol 2024-25 .

## Himno

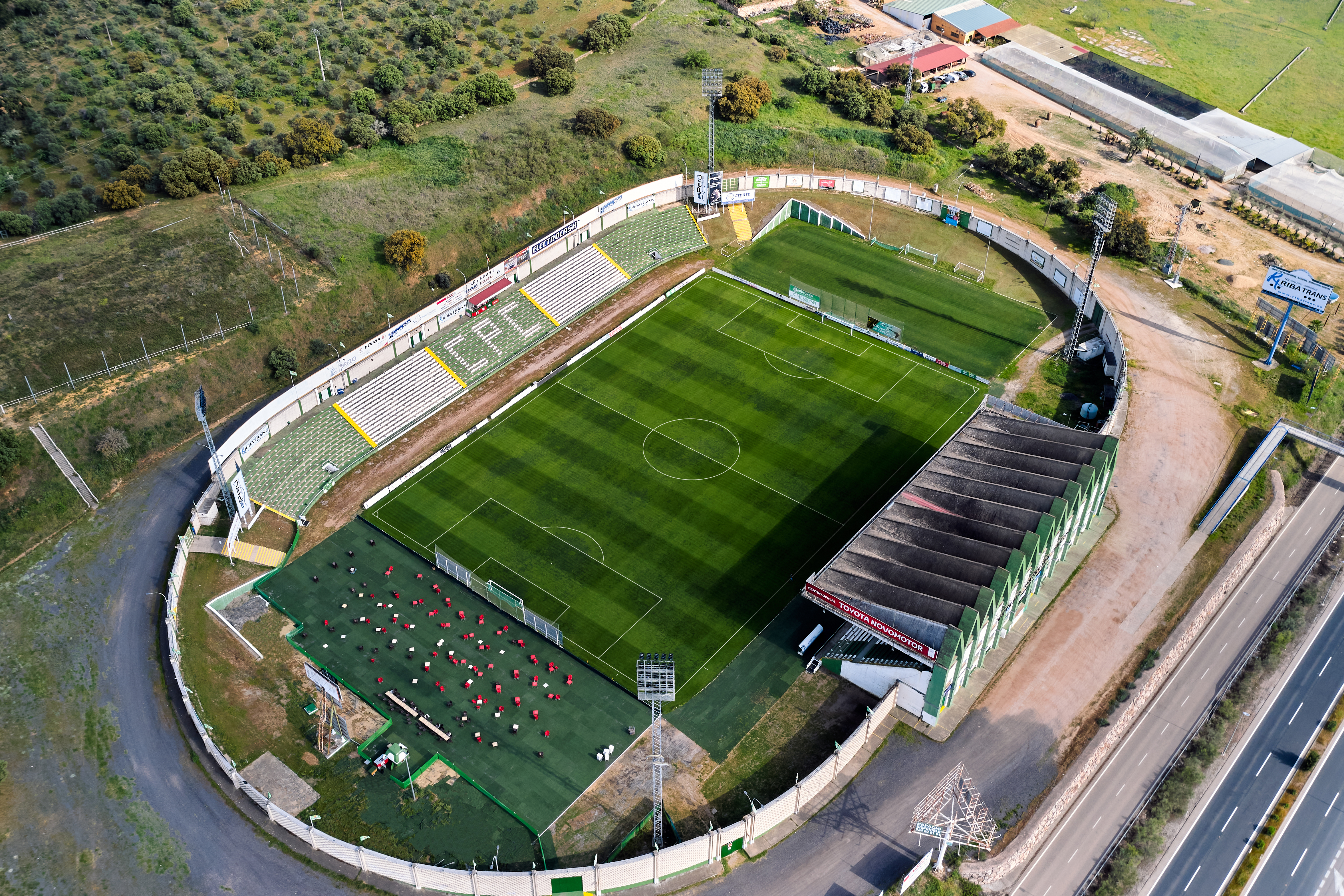
El estadio Club Polideportivo Cacereño Principe Felipe en Cáceres, Extremadura.

El autor de letra y música del Himno del C.P. Cacereño SAD es Antonio Andrada Salgado. El himno se estrena el 26 de marzo de 1977, día de la inauguración del Estadio Príncipe Felipe.Su letra es la siguiente: 
Monumental ciudad cacereña 
de prestigio, fama y honor 
y es orgullo el club cacereño 
por su fútbol y clase, el mejor.
La victoria nos ha de llevar 
a ensalzar esta noble ciudad 
con entrega, nuestros jugadores 
lograrán el mayor pedestal.
¡AÚPA CACEREÑO, RA, RA ,RA!
Juega siempre con valor,
no decaigas un instante, 
eres siempre el mejor.
Y sin temor hay que centrar,
hay que pasar y combinar.
y con empuje y tesón,
hasta lograr marcar el gol.
!AÚPA CACEREÑO, RA, RA, RA!
Mira siempre con amor,
verde es la camiseta,
llévala con alto honor.
Y sin temor hay que centrar,
hay que pasar y combinar.
y con empuje y tesón,
hasta lograr marcar el gol.
!AÚPA CACEREÑO, RA, RA, RA!
Juega siempre con valor,
la afición está contigo,
para ser un campeón.
!AÚPA CACEREÑO, RA, RA, RA!

## Filial y cantera
El club cuenta con un filial, el CP Malpartida que juega en la Primera División Extremeña. Además, el club cuenta con equipos de cantera de todas las categorías, destacando el juvenil que milita en la Liga Nacional Juvenil.

## Datos del club
- Dirección: Estadio “Príncipe Felipe”. Carretera de Salamanca, s/n. 10.005 - CÁCERES
- Abonados: 4000 aprox.
- Temporadas en 1ª: 0
- Temporadas en 2ª: 1 (Debut en 1952-53)
- Temporadas en 1ªFEF: 1 (Debut en 2025-26)
- Temporadas en 2ªB: 17 (Debut en 1978-79)
- Temporadas en 2ªFEF: 4 (Debut en 2021-22) (incluida temporada 2024-25)
- Temporadas en 3ªFEF: 0
- Temporadas en 3ª: 56
- Temporadas en Copa del Rey: 37 (incluida temporada 2025-26)[14]
- Puesto actual en la Clasificación histórica de 2ª División de España: 157
- Puesto actual en la Clasificación histórica de 2ªB de España: 56
- Puesto actual en la Clasificación histórica de 2ªRFEF de España: 1
- Puesto actual en la Clasificación histórica de 3ª División de España: 6

## Trayectoria histórica
Indicadas las categorías en los siguientes colores:
■ 1.er nivel
■ 2º nivel
■ 3.er nivel
■ 4º nivel
■ 5º nivel
■ 6º nivel
■ 7º nivel
Notas: (Estructura piramidal de ligas en España)
- Las temporadas 1936-37, 1937-38 y 1938-39 no fueron disputadas debido a la guerra civil española.
- La Segunda División B fue introducida en 1977 como categoría intermedia entre la Segunda División y Tercera División.
- En la temporada 2021-2022 se reestructuraron las categorías del fútbol español pasando a denominarse las categorías no profesionales como 1.ª división RFEF que será el equivalente a la 3.ª categoría, 2.ª división RFEF que será el equivalente a la 4.ª categoría y 3.ª división RFEF que será el equivalente a la 5.ª categoría, desapareciendo Segunda División B.

### Temporada a temporada
| Temporada | Liga | Puesto | Copa |
| --------- | ---- | ------ | ---- |
| 1943-44   | 3.ª  | 1.º    | —    |
| 1944-45   | 3.ª  | 7.º    | —    |
| 1945-46   | 3.ª  | 2.º    | —    |
| 1946-47   | 3.ª  | 6.º    | —    |
| 1947-48   | 3.ª  | 5.º    | —    |
| 1948-49   | 3.ª  | 8.º    | —    |
| 1949-50   | 3.ª  | 14.º   | —    |
| 1950-51   | 3.ª  | 1.º    | —    |
| 1951-52   | 3.ª  | 1.º    | —    |
| 1952-53   | 2.ª  | 16.º   | —    |
| 1953-54   | 3.ª  | 2.º    | —    |
| 1954-55   | 3.ª  | 6.º    | —    |
| 1955-56   | 3.ª  | 2.º    | —    |
| 1956-57   | 3.ª  | 2.º    | —    |
| 1957-58   | 3.ª  | 7.º    | —    |
| 1958-59   | 3.ª  | 3.º    | —    |
| 1959-60   | 3.ª  | 6.º    | —    |
| 1960-61   | 3.ª  | 1.º    | —    |
| 1961-62   | 3.ª  | 3.º    | —    |
| 1962-63   | 3.ª  | 3.º    | —    |
| 1963-64   | 3.ª  | 4.º    | —    |
| 1964-65   | 3.ª  | 2.º    | —    |
| 1965-66   | 3.ª  | 4.º    | —    |
| 1966-67   | 3.ª  | 7.º    | —    |
| 1967-68   | 3.ª  | 1.º    | —    |

| Temporada | Liga | Puesto | Copa |
| --------- | ---- | ------ | ---- |
| 1968-69   | 3.ª  | 2.º    | —    |
| 1969-70   | 3.ª  | 16.º   | —    |
| 1970-71   | CR   | 1.º    | —    |
| 1971-72   | 3.ª  | 14.º   | —    |
| 1972-73   | CR   | 1.º    | —    |
| 1973-74   | 3.ª  | 17.º   | —    |
| 1974-75   | CR   | 1.º    | —    |
| 1975-76   | 3.ª  | 8.º    | —    |
| 1976-77   | 3.ª  | 11.º   | —    |
| 1977-78   | 3.ª  | 1.º    | —    |
| 1978-79   | 2.ªB | 18.º   | —    |
| 1979-80   | 3.ª  | 5.º    | 3.ªR |
| 1980-81   | 3.ª  | 4.º    | —    |
| 1981-82   | 3.ª  | 1.º    | —    |
| 1982-83   | 3.ª  | 3.º    | —    |
| 1983-84   | 3.ª  | 3.º    | —    |
| 1984-85   | 3.ª  | 3.º    | —    |
| 1985-86   | 3.ª  | 3.º    | —    |
| 1986-87   | 3.ª  | 1.º    | —    |
| 1987-88   | 2.ªB | 19.º   | —    |
| 1988-89   | 3.ª  | 3.º    | —    |
| 1989-90   | 3.ª  | 2.º    | —    |
| 1990-91   | 3.ª  | 2.º    | —    |
| 1991-92   | 3.ª  | 2.º    | —    |
| 1992-93   | 2.ªB | 5.º    | —    |

| Temporada | Liga | Puesto | Copa |
| --------- | ---- | ------ | ---- |
| 1993-94   | 2.ªB | 12.º   | 3.ªR |
| 1994-95   | 2.ªB | 19.º   | —    |
| 1995-96   | 3.ª  | 1.º    | —    |
| 1996-97   | 2.ªB | 12.º   | 1.ªR |
| 1997-98   | 2.ªB | 1.º    | —    |
| 1998-99   | 2.ªB | 14.º   | 2.ªR |
| 1999-00   | 2.ªB | 18.º   | —    |
| 2000-01   | 3.ª  | 4.º    | —    |
| 2001-02   | 3.ª  | 1.º    | —    |
| 2002-03   | 2.ªB | 6.º    | 2.ªR |
| 2003-04   | 2.ªB | 17.º   | 2.ªR |
| 2004-05   | 3.ª  | 7.º    | —    |
| 2005-06   | 3.ª  | 9.º    | —    |
| 2006-07   | 3.ª  | 4.º    | —    |
| 2007-08   | 3.ª  | 9.º    | —    |
| 2008-09   | 3.ª  | 2.º    | —    |
| 2009-10   | 2.ªB | 15.º   | —    |
| 2010-11   | 2.ªB | 13.º   | —    |
| 2011-12   | 2.ªB | 7.º    | —    |
| 2012-13   | 2.ªB | 12.º   | 4.ªR |
| 2013-14   | 2.ªB | 10.º   | —    |
| 2014-15   | 2.ªB | 12.º   | —    |
| 2015-16   | 2.ªB | 16.º   | —    |
| 2016-17   | 3.ª  | 1.º    | —    |
| 2017-18   | 3.ª  | 2.º    | 1.ªR |

| Temporada | Liga    | Puesto | Copa |
| --------- | ------- | ------ | ---- |
| 2018-19   | 3.ª     | 2.º    | —    |
| 2019-20   | 3.ª     | 3.º    | 2.ªR |
| 2020-21   | 3.ª     | 1.º    | —    |
| 2021-22   | 2.ªRFEF | 3.º    | 1.ªR |
| 2022-23   | 2.ªRFEF | 4.º    | 1/16 |
| 2023-24   | 2.ªRFEF | 6.º    | 1.ªR |
| 2024-25   | 2.ªRFEF | 2.º    | 2.ªR |
| 2025-26   | 1.ªRFEF | -      | -    |

### Resumen estadístico
Nota: En negrita competiciones activas.
| Competición                  | P.J. | P.G. | P.E. | P.P. | G.F. | G.C. | Mejor resultado |
| ---------------------------- | ---- | ---- | ---- | ---- | ---- | ---- | --------------- |
|                              |      |      |      |      |      |      |                 |
| Segunda división             | 30   | 7    | 5    | 18   | 40   | 79   | 16º             |
| Primera Federación           | -    | -    | -    | -    | -    | -    | -               |
| Segunda división B           | 682  | 217  | 207  | 258  | 755  | 810  | Campeón (1)     |
| Segunda Federación           | 136  | 63   | 44   | 29   | 183  | 127  | 2º              |
| Tercera división             | 1869 | 1064 | 360  | 445  | 3851 | 1961 | Campeón (11)    |
| Campeonato de España de Copa | 91   | 23   | 20   | 48   | 110  | 154  | Dieciseisavos   |
| Total                        | 2808 | 1374 | 636  | 793  | 4939 | 3131 | 12 Títulos      |

- Actualizado hasta temporada 2024/25 (Al menos 2ª Federación no incluye Playoffs de ascenso).

- A partir de la temporada 1995-96 las victorias valen 3 puntos.[16]

## Datos históricos
Mayor goleada conseguida:
En casa: CP Cacereño 13–0 CD Calamonte (1983-84)
A domicilio: CD Azuaga 0–9 CP Cacereño (1995-96)
Mayor goleada encajada:
En casa: CD Cacereño 2–6 Palencia C.F. (1960-61)
A domicilio: A.D. Plus Ultra 9–1 CD Cacereño (1952-53)
Mayor racha sin perder: 47 partidos (Jornada 26.ª 1985-86 a jornada 36.ª 1986-87)
Máximo de partidos ganados en casa en una temporada de liga: 17 (1953-54), (1981-82), (1983-84), (1995-96)
Máximo de partidos ganados fuera en una temporada de liga: 17 (2001-02)
Máximo de partidos ganados en una temporada de liga: 33 (2001-02)
Mayor número de goles marcados en una temporada: 131 (1995-96), (2001-02)

## Jugadores
| Porteros        |             |     |                        |                   |         |                      |      |  |   |   |   |   |   |   |   |   |   |
| 1               | España !    | POR | Diego Nieves           |                   | 26 años | Utebo FC             | 2026 |  |   |   |   |   |   |   |   |   |   |
| 13              | España !    | POR | Iván Martínez          |                   | 29 años | Yeclano Deportivo    | 2026 |  | P | P | P | P | P | P | P | P | P |
| Defensas        |             |     |                        |                   |         |                      |      |  |   |   |   |   |   |   |   |   |   |
| 2               | España !    | DEF | Iván Martínez          |                   | 23 años | Burgos Promesas      | 2026 |  |   |   |   |   |   |   |   |   |   |
| 3               | España !    | DEF | Javier Barrio          |                   | 34 años | Zamora CF            | 2026 |  |   |   |   |   |   |   |   |   |   |
| 4               | España !    | DEF | Adri Crespo            |                   | 32 años | UD Alzira            | 2026 |  |   |   |   |   |   |   |   |   |   |
| 5               | España !    | DEF | Joserra de Diego       |                   | 26 años | U. D. Montijo        | 2026 |  |   |   |   |   |   |   |   |   |   |
| 15              | España !    | DEF | Íker Sanvi             |                   | 24 años | AD. Llerenense       | 2026 |  |   |   |   |   |   |   |   |   |   |
| 22              | Argentina ! | DEF | Emi Hernández          | Pasaporte europeo | 25 años | Rayo Majadahonda     | 2026 |  |   |   |   |   |   |   |   |   |   |
| 23              | Marruecos ! | DEF | Osama El Goumiri       | Pasaporte europeo | 22 años | Burgos Promesas      | 2026 |  | P | P | P | P | P | P | P | P | P |
| Centrocampistas |             |     |                        |                   |         |                      |      |  |   |   |   |   |   |   |   |   |   |
| 6               | España !    | MED | Unai Rementería        |                   | 26 años | CD Tudelano          | 2026 |  |   |   |   |   |   |   |   |   |   |
| 8               | España !    | MED | Fernando Pérez, "Deco" |                   | 29 años | C. D. Coria          | 2026 |  |   |   |   |   |   |   |   |   |   |
| 10              | Polonia !   | MED | Javi Ajenjo Hyjek      |                   | 24 años | UD Melilla           | 2026 |  |   |   |   |   |   |   |   |   |   |
| 14              | España !    | MED | Antonio Marchena       |                   | 23 años | CD Estepona          | 2026 |  |   |   |   |   |   |   |   |   |   |
| 18              | España !    | MED | Raúl Sanchís           |                   | 22 años | Penya Deportiva      | 2026 |  |   |   |   |   |   |   |   |   |   |
| 21              | España !    | MED | Ale Morales            |                   | 21 años | Zamora CF            | 2026 |  | P | P | P | P | P | P | P | P | P |
| Delanteros      |             |     |                        |                   |         |                      |      |  |   |   |   |   |   |   |   |   |   |
| 7               | España !    | DEL | Iván Fernández         |                   | 25 años | UD Melilla           | 2026 |  |   |   |   |   |   |   |   |   |   |
| 9               | España !    | DEL | Diego Gómez            |                   | 26 años | Gimnástica Segoviana | 2026 |  |   |   |   |   |   |   |   |   |   |
| 11              | España !    | DEL | Rubén Sanchidrián      |                   | 25 años | CD Numancia          | 2026 |  |   |   |   |   |   |   |   |   |   |
| 17              | España !    | DEL | Miguel Berlanga        |                   | 24 años | Gimnástica Segoviana | 2026 |  |   |   |   |   |   |   |   |   |   |
| 19              | España !    | DEL | César Gómez            |                   | 25 años | CD Estepona          | 2026 |  |   |   |   |   |   |   |   |   |   |
| 20              | España !    | DEL | Carlos González        |                   | 28 años | CD Numancia          | 2026 |  | P | P | P | P | P | P | P | P | P |

| Entrenador(es) Julio Cobos Adjunto(s) Álex García "Collantes" Preparador(es) físico(s) Alberto Muñoz Entrenador(es) de porteros Alberto Tienza Asistente(s) / Analista(s) Manuel Pérez Mangut Delegado(s) Fidel Valle Gil Fisioterapeuta(s) Iñigo Sarratea, Borja Sanabria Otros miembros Mantenimiento de campo Carlos Casiano Material Antonio Ordóñez |

| POR 13 DEF 22 DEF 15 DEF 2 DEF 5 MED 8 MED 7 MED 10 DEL 17 DEL 19 DEL 9 |

| Incorporaciones 25-26 Iván Fernández, Emi Hernández, Unai Rementería, Javi Ajenjo, Rubén Sanchidrián, Diego Gómez, Iván Martínez, Antonio Marchena, César Gómez, Berlanga, Carlos González, Ale Morales, Raúl Sanchís, Osama |

| Debuts de filiales |

|  |

| Porteros        |             |     |                        |                   |         |                      |      |  |   |   |   |   |   |   |   |   |   |
| 1               | España !    | POR | Diego Nieves           |                   | 26 años | Utebo FC             | 2026 |  |   |   |   |   |   |   |   |   |   |
| 13              | España !    | POR | Iván Martínez          |                   | 29 años | Yeclano Deportivo    | 2026 |  | P | P | P | P | P | P | P | P | P |
| Defensas        |             |     |                        |                   |         |                      |      |  |   |   |   |   |   |   |   |   |   |
| 2               | España !    | DEF | Iván Martínez          |                   | 23 años | Burgos Promesas      | 2026 |  |   |   |   |   |   |   |   |   |   |
| 3               | España !    | DEF | Javier Barrio          |                   | 34 años | Zamora CF            | 2026 |  |   |   |   |   |   |   |   |   |   |
| 4               | España !    | DEF | Adri Crespo            |                   | 32 años | UD Alzira            | 2026 |  |   |   |   |   |   |   |   |   |   |
| 5               | España !    | DEF | Joserra de Diego       |                   | 26 años | U. D. Montijo        | 2026 |  |   |   |   |   |   |   |   |   |   |
| 15              | España !    | DEF | Íker Sanvi             |                   | 24 años | AD. Llerenense       | 2026 |  |   |   |   |   |   |   |   |   |   |
| 22              | Argentina ! | DEF | Emi Hernández          | Pasaporte europeo | 25 años | Rayo Majadahonda     | 2026 |  |   |   |   |   |   |   |   |   |   |
| 23              | Marruecos ! | DEF | Osama El Goumiri       | Pasaporte europeo | 22 años | Burgos Promesas      | 2026 |  | P | P | P | P | P | P | P | P | P |
| Centrocampistas |             |     |                        |                   |         |                      |      |  |   |   |   |   |   |   |   |   |   |
| 6               | España !    | MED | Unai Rementería        |                   | 26 años | CD Tudelano          | 2026 |  |   |   |   |   |   |   |   |   |   |
| 8               | España !    | MED | Fernando Pérez, "Deco" |                   | 29 años | C. D. Coria          | 2026 |  |   |   |   |   |   |   |   |   |   |
| 10              | Polonia !   | MED | Javi Ajenjo Hyjek      |                   | 24 años | UD Melilla           | 2026 |  |   |   |   |   |   |   |   |   |   |
| 14              | España !    | MED | Antonio Marchena       |                   | 23 años | CD Estepona          | 2026 |  |   |   |   |   |   |   |   |   |   |
| 18              | España !    | MED | Raúl Sanchís           |                   | 22 años | Penya Deportiva      | 2026 |  |   |   |   |   |   |   |   |   |   |
| 21              | España !    | MED | Ale Morales            |                   | 21 años | Zamora CF            | 2026 |  | P | P | P | P | P | P | P | P | P |
| Delanteros      |             |     |                        |                   |         |                      |      |  |   |   |   |   |   |   |   |   |   |
| 7               | España !    | DEL | Iván Fernández         |                   | 25 años | UD Melilla           | 2026 |  |   |   |   |   |   |   |   |   |   |
| 9               | España !    | DEL | Diego Gómez            |                   | 26 años | Gimnástica Segoviana | 2026 |  |   |   |   |   |   |   |   |   |   |
| 11              | España !    | DEL | Rubén Sanchidrián      |                   | 25 años | CD Numancia          | 2026 |  |   |   |   |   |   |   |   |   |   |
| 17              | España !    | DEL | Miguel Berlanga        |                   | 24 años | Gimnástica Segoviana | 2026 |  |   |   |   |   |   |   |   |   |   |
| 19              | España !    | DEL | César Gómez            |                   | 25 años | CD Estepona          | 2026 |  |   |   |   |   |   |   |   |   |   |
| 20              | España !    | DEL | Carlos González        |                   | 28 años | CD Numancia          | 2026 |  | P | P | P | P | P | P | P | P | P |

| Entrenador(es) Julio Cobos Adjunto(s) Álex García "Collantes" Preparador(es) físico(s) Alberto Muñoz Entrenador(es) de porteros Alberto Tienza Asistente(s) / Analista(s) Manuel Pérez Mangut Delegado(s) Fidel Valle Gil Fisioterapeuta(s) Iñigo Sarratea, Borja Sanabria Otros miembros Mantenimiento de campo Carlos Casiano Material Antonio Ordóñez |

| POR 13 DEF 22 DEF 15 DEF 2 DEF 5 MED 8 MED 7 MED 10 DEL 17 DEL 19 DEL 9 |

| Incorporaciones 25-26 Iván Fernández, Emi Hernández, Unai Rementería, Javi Ajenjo, Rubén Sanchidrián, Diego Gómez, Iván Martínez, Antonio Marchena, César Gómez, Berlanga, Carlos González, Ale Morales, Raúl Sanchís, Osama |

| Debuts de filiales |

|  |

- Como exigen las normas de la RFEF desde la temporada 2019-20 en 2.ªB y desde la 2020-21 para 3.ª, los jugadores de la primera plantilla deberán llevar los dorsales del 1 al 25, reservándose los números 1 y 13 para los porteros y el 25 para un eventual tercer portero. Los dorsales del 26 en adelante serán para los futbolistas del filial, y también serán fijos y nominales.
- En 1.ª y 2.ª desde la temporada 1995-96 los jugadores con dorsales superiores al 25 son, a todos los efectos, jugadores del filial y como tales, podrán compaginar partidos con el primer y segundo equipo. Como exigen las normas de la Liga Nacional de Fútbol Profesional, los jugadores de la primera plantilla deberán llevar los dorsales del 1 al 25. Del 26 en adelante serán jugadores del equipo filial.
- Los equipos españoles están limitados a tener en la plantilla un máximo de tres jugadores sin pasaporte de la Unión Europea. La lista incluye sólo la principal nacionalidad de cada jugador, algunos de los jugadores no europeos tienen doble nacionalidad de algún país de la UE.

## Palmarés
- Campeones de Segunda División B (1): 1997-98.
- Campeones de Tercera División (11): 1950-51, 1951-52, 1960-61, 67-68, 77-78, 1981/82, 1986-87, 1995-96, 2001-02, 2016-17, 2020-21.

| Títulos oficiales                     | Nacionales    | Nacionales | Nacionales | Nacionales | Nacionales | Nacionales | Nacionales | Europeos | Europeos | Europeos | Europeos | Mundiales | Mundiales | Total |   |    |
| ------------------------------------- | ------------- | ---------- | ---------- | ---------- | ---------- | ---------- | ---------- | -------- | -------- | -------- | -------- | --------- | --------- | ----- | - | -- |
| Títulos oficiales                     | C.P. Cacereño | -          | -          | 1          | 11         | -          | -          | -        | -        | -        | -        | -         | -         | Total | - | 12 |
| Actualizado el 3 de noviembre de 2024 |               |            |            |            |            |            |            |          |          |          |          |           |           |       |   |    |

- Subcampeones de Tercera División (9): 1945-46, 1953-54, 1955-56, 1956-57, 64-65, 1989-90, 1990-91, 1991-92, 2008-09.
- Subcampeón del Campeonato de España de Aficionados (1): 1973.

### Trofeos amistosos
- Trofeo Cáceres Patrimonio de la Humanidad: (19) 1978, 1979, 1982, 1986, 1987, 1990, 1991, 1994, 1995, 1997, 2001, 2002, 2003, 2004, 2008, 2010, 2011, 2016, 2023
- Trofeo Ciudad de Almendralejo: (2) 1987, 2009
- Trofeo Ciudad de Mérida: (1) 1968
- Trofeo Feria de San Julián (Cuenca): (1) 1977
- Trofeo Luis Bermejo (Badajoz): (1) 1982
- Trofeo Ciudad de Zamora: (1) 1995
- Trofeo Almendralejo ciudad de la cordialidad: (1)  2009
- Trofeo Feria de Toledo: (1) 2018